# Округ Патнам (Флорида)
Патнам (енгл. Putnam County) је округ у америчкој савезној држави Флорида. По попису из 2010. године број становника је 74.364.

## Демографија
Према попису становништва из 2010. у округу је живело 74.364 становника, што је 3.941 (5,6%) становника више него 2000. године.
| Група             | 2000.          | 2010.          |
| Белци             | 53.087 (75,4%) | 53.981 (72,6%) |
| Афроамериканци    | 12.003 (17,0%) | 12.030 (16,2%) |
| Азијати           | 311 (0,4%)     | 455 (0,6%)     |
| Хиспаноамериканци | 4.168 (5,9%)   | 6.706 (9,0%)   |
| Укупно            | 70.423         | 74.364         |